# كينيتشي ياماموتو (فنان قتال متنوع)
كينيتشي ياماموتو (باليابانية: 山本喧一؛ بالكانا: やまもと けんいち) هو فنان قتال مختلط ياباني، ولد في 11 يوليو 1976 في اليابان.

## وصلات خارجية
- كينيتشي ياماموتو على موقع يو إف سي (الإنجليزية)
- كينيتشي ياماموتو على موقع شيردوغ (الإنجليزية)
- كينيتشي ياماموتو على موقع CageMatch worker (الإنجليزية)
- كينيتشي ياماموتو على موقع قاعدة بيانات المصارعة على الإنترنت (الإنجليزية)
- كينيتشي ياماموتو على موقع IMDb (الإنجليزية)